# Suvereto
Suvereto és un comune (municipi) de la província de Liorna, a la regió italiana de la Toscana, situat a uns 90 quilòmetres al sud-oest de Florència i a uns 60 quilòmetres al sud de Liorna. A 1 de gener de 2019 la seva població era de 3.062 habitants.
Suvereto limita amb els següents municipis: Campiglia Marittima, Follonica, Massa Marittima, Monteverdi Marittimo, Piombino, San Vincenzo, Castagneto Carducci, Sassetta i Monterotondo Marittimo.